# Quinto Márcio Filipo (cônsul em 281 a.C.)
Quinto Márcio Filipo (em latim: Quintus Marcius Philippus) foi um político da gente Márcia da República Romana, eleito cônsul em 281 a.C. com Lúcio Emílio Bárbula. Seu pai provavelmente era Quinto Márcio Trêmulo, cônsul em 306 e 288 a.C. e Quinto Márcio Filipo, cônsul em 186 e 169 a.C., era seu neto. Adotou o cognome "Filipo" (em latim: Philippus), que passou para seus descendentes.

## Consulado (281 a.C.)
Foi eleito cônsul juntamente com Lúcio Emílio Bárbula em 281 a.C. e liderou a guerra contra os etruscos, vitória pela qual celebrou um triunfo em 1 de abril do mesmo ano.

## Anos finais
Em 269 a.C., foi eleito censor com Lúcio Emílio. Em 263 a.C., Cneu Fúlvio Máximo Centumalo foi nomeado ditador clavi figendi causa e escolheu Quinto Márcio como seu mestre da cavalaria. Sua única função era realizar o ritual no qual pregava o clavus annalis nas calendas do Templo de Júpiter Capitolino e, aparentemente, os dois renunciaram logo em seguida.